# Sam Lay in Bluesland
Sam Lay in Bluesland — дебютний студійний альбом американського блюзового ударника Сема Лея, що вийшов 1969 року на лейблі Blue Thumb.

## Опис
Свій дебютний альбом як соліста ударник Сем Лей записав разом з гітаристами Майком Блумфілдом і Ніком Гравенітесом (який виступив як продюсер і вокаліст), клавішником Марком Нафталіном, басистом Джеромом Арнольдом і губним гармоністом Джеком «Епплджек» Волротом. Лей разом з Блумфілдом, Гравенітесом і Арнольдом раніше були учасниками гурту The Paul Butterfield Blues Band.
Серед пісень кавер-версії «Maggie's Farm» Боба Ділана, «Mean Mistreater» і «I Got My Mojo Working» Мадді Вотерса, «Roll Over Beethoven» Чак Беррі і «Asked Her for Water» Хауліна Вульфа.
У 2015 році вийшов документальний фільм з однойменною назвою режисера Джона Андерсона. Прем'єра відбулась 18 квітня, коли Лей був включений в Зал слави рок-н-ролу.

## Список композицій
1. «Maggie's Farm» (Боб Ділан) — 5:20
2. «Mean Mistreater» (Мак-Кінлі Морганфілд) — 4:32
3. «Sam Lay & Mississippi John» (Сем Лей, Міссіссіппі Джон) — 5:05
4. «Cryin' for My Baby» (Гарольд Беррейдж) — 3:25
5. «Sloppy Drunk» (Джиммі Роджерс) — 3:15
6. «My Fault» — 3:59
7. «Roll Over Beethoven» (Чак Беррі) — 2:50
8. «Asked Her for Water» (Честер Бернетт) — 7:30
9. «I Got My Mojo Working» (Мак-Кінлі Морганфілд) — 3:24

## Учасники запису
- Сем Лей — ударні, вокал
- Нік Гравенітес — вокал
- Майк Блумфілд — гітара
- Марк Нафталін — фортепіано, орган
- Джером Арнольд — бас
- Джек «Епплджек» Волрот — губна гармоніка

Технічний персонал
- Нік Гравенітес — продюсер